# Якорь (памятник, Воткинск)
Памятник «Якорь» — первый официальный памятник, появившийся на территории современной Удмуртии. Расположен на площади на пересечений улиц Чайковского и Азина в городе Воткинске.

## История

### Якорное дело в Воткинске
В 1779 году по именному указу императрицы Екатерины II в городе Воткинске было открыто производство якорей и уже вскоре достигло исключительных высот: в XIX веке 62 % всех якорей, изготовленных на 24 уральских заводах, приходилось на долю Воткинского завода.

### Создание и открытие памятника
В 1837 году в город приехал наследник всероссийского престола, великий князь Александр Николаевич и лично принял участие в ковке нового якоря, о чём свидетельствовала высеченная между лапами якоря надпись: «Его Императорское Высочество Государь Наследник Всероссийского Престола Великий Князь Александр Николаевич удостоил ковать своими руками якорь весом в 167 пуд. 22 мая 1837 года». Среди присутствовавших при этом моменте был и горный начальник, отец будущего композитора Петра Ильича Чайковского, Илья Петрович Чайковский.
Созданный при участии наследника престола якорь было решено оставить на Воткинском заводе в качестве памятника (автор проекта монумента — управитель завода Василий Ипатович Романов). Торжественное открытие памятника на территории завода и его освящение епископом Вятским и Слободским Неофитом состоялось 16 июня 1840 года. В 1850 году «Якорь» был перенесён на городскую плотину.

### Разрушение и восстановление памятника
После Революции 1917 года постамент памятника был разрушен, а сам якорь переплавлен: представителей советской власти не устраивало упоминание престолонаследника на памятной табличке в центре якоря.
В 1959 году в ознаменование 200-летия Воткинского завода памятник был восстановлен в новых, чуть меньших формах и установлен на восточном берегу Воткинского пруда напротив бывшего Дома культуры имени Ленина. Спустя ещё несколько лет он занял своё привычное место на набережной.

## Охрана
На основании Постановления Совета Министров Удмуртской АССР № 362 от 5 декабря 1979 года «О постановке на государственную охрану памятников истории и культуры Удмуртской АССР» памятник трудовой славы «Якорь» в Воткинске был признан памятником истории регионального значения.